# Гантри (медицина)
Га́нтри или ге́нтри (от англ. gantry) — подвижное устройство, используемое для удерживания и нацеливания медицинского оборудования на зафиксированного пациента. Применяется для томографического обследования, либо для облучения. Название происходит от названия П-образных ферм над автодорогой, используемых для закрепления знаков, и портовых козловых кранов (англ. gantry crane).

## Компьютерная томография, МРТ
В широком смысле, сканирующие устройства компьютерной томографии и магнитно-резонансной томографии также называются гантри.

## Радиотерапия
Как правило, термин «гантри» используют именно в радиотерапии для устройства, позволяющего вращать вокруг пациента облучающий пучок заряженных частиц. При облучении гамма-квантами в подвижной части располагается линейный ускоритель электронов, на выходе которого пучок попадает на вольфрамовую мишень и преобразуется в поток гамма-квантов благодаря тормозному излучению.
При облучении тяжёлыми частицами (протонами, ионами углерода) гантри удерживает нацеливающий канал транспортировки пучка с тяжёлыми магнитными элементами и может достигать массы десятков и сотен тонн. Для снижения массы гантри разрабатываются сверхпроводящие магнитные системы.